# كريستين ديفيدسون
كريستين ديفيدسون (بالإنجليزية: Kirsten Davidson)‏ هي عارضة أسترالية، ولدت في القرن العشرين.